# Hasební látky
Hasební látky (hasiva) jsou látky, kterými zamezíme hoření.

## Rozdělení

### Voda
Hasební efekt je hlavně ochlazovací. Voda má u některých látek také efekt ředící, dusivý a dělicí. Možnost použití na třídu požáru A a na třídu B - polární kapaliny. (Polární kapaliny = mísí se s vodou, nepolární kapaliny = nemísí se s vodou). Aby byla voda použitelná i pro hašení látek, které vodu odpuzují (mour, bavlna, korek) musí se přidat smáčedlo, tím se sníží povrchové napětí vody a dojde k většímu smáčení povrchu hořící látky. Dochází ke snížení spotřeby vody až o 1/2. Je to nejpoužívanější hasivo, které je využíváno jednotkami požární ochrany k likvidaci požárů. Je dostupné, levné, za pomocí různých příměsí a technologií hašení (např. hašení roztříštěným proudem, vysokotlaké hašení, přimísení látky Pyrocool. atd.) velice účinné. Při použití odpovídající technologie hašení (vodní mlha) lze vodou hasit i zařízení pod napětím do 400V.

### Pěna
Směs vody a pěnidla. Z jednoho litru směsi pěnidla a vody vznikne XX litrů pěny přidáním vzduchu. Číslo napěnění je poměr objemu vyrobené pěny k objemu použitého roztoku pěnidla. Pěna se používá k hašení požárů třídy B (hořlavé kapaliny). Vytváří na hladině celistvou vrstvu,která zabrání přístupu vzduchu a znemožňuje další vývin hořlavých par. Hlavním hasebním účinkem je efekt izolační. Těžká a střední pěna má částečně chladicí efekt.
Druhy
- Chemická
  - Suchá (prášek + voda)
  - Mokrá (dva roztoky, jeden zásaditý a druhý kyselý, jejich spojením se vytvoří pěna)

- Vzduchomechanická (voda + pěnotvorné zařízení + vzduch)

Dělení pěny
- pěna těžká = číslo napěnění menší než 20 (plošné hašení)
- pěna střední = číslo napěnění od 20 do 200
- pěna lehká = číslo napěnění nad 200 (objemové hašení)

### Inertní plyny
Neutrální, nehořlavé plyny.
- Oxid uhličitý CO2 - je vhodný pro hašení el. zařízení pod napětím, požáry hořlavých kapalin a plynů převážně v uzavřených místnostech
- Dusík N2
- Argon - nepoužívat na požáry třídy D
- H2O (g) (vodní pára)

### Prášky
Zamezují přístupu kyslíku k hořící látce.
- Univerzální (např. kyselý uhličitan sodný)[2]
- Speciální

### Halonová
- Chlor
- Fluor
- Brom
- Jód
- Freony

Používání halogenizovaných uhlovodíkových plynů je mezinárodními konvencemi zakázáno. V současné době je jejich použití povoleno pouze v jaderných elektrárnách.

### Ostatní
- Lehká voda (AFFF)
- ATC
- Pyrocool